# Ликаон (сын Приама)
Ликаон (др.-греч. Λῠκάων) — персонаж древнегреческой мифологии. Сын Приама от наложницы Лаофои.
Попал в плен к Ахиллу в начале войны, был его гостем-пленником. Патрокл продает его на Лемносе, а Евней его выкупает. Его доспех надевает Парис. Убит Ахиллом.